# Paleoconservadorismo
Paleoconservadorismo refere-se a uma vertente do conservadorismo estadunidense que preconiza o tradicionalismo baseado no cristianismo, o regionalismo, o constitucionalismo e o anticomunismo combinados uma política interna com governo limitado e federalista, além de uma política externa protecionista, isolacionista e não-intervencionista. As preocupações do paleoconservadorismo coincidem com as da Velha Direita que se opôs ao New Deal nas décadas de 1930 e 1940, bem como com o paleolibertarismo e o populismo de direita.
Os termos "neoconservador" (também conhecido como "neocon") e "paleoconservador" (também conhecido como "paleocon") foram cunhados após a eclosão da Guerra do Vietnã e uma divisão no conservadorismo estadunidense entre os intervencionistas e os isolacionistas. Os partidários da Guerra do Vietnã ficaram então conhecidos como os neoconservadores (intervencionistas), pois marcaram uma ruptura decisiva com o isolacionismo nacionalista que os conservadores tradicionalistas (isolacionistas) haviam subscrito até então.
Os paleoconservadores defendem restrições à imigração, uma reversão de programas multiculturais e mudanças demográficas em grande escala, a descentralização da política federal, a restauração dos controles sobre o livre comércio, a adoção de certas medidas economicamente nacionalistas e a não-interveção dos EUA em conflitos envolvendo países como Ucrânia ou Israel.
Na política contemporânea dos EUA, o "trumpismo" é visto como baseado no paleoconservadorismo, se não uma reformulação do mesmo. Deste ponto de vista, os seguidores da Velha Direita não desapareceram tão facilmente e continuam a ter uma influência significativa no Partido Republicano e em todo o país.

## Ideologia
Os paleoconservadores apoiam restrições à imigração, descentralização, tarifas comerciais e protecionismo, nacionalismo econômico, isolacionismo e um regresso aos ideais conservadores tradicionais relativos a gênero, raça, sexualidade, cultura e sociedade.
O paleoconservadorismo difere do neoconservadorismo por se opor ao livre comércio e promover o republicanismo. Os paleoconservadores veem os neoconservadores como imperialistas e veem a si próprios como defensores da república. Os paleoconservadores também se consideram herdeiros legítimos da tradição conservadora estadunidense.
Os paleoconservadores tendem a se opor ao aborto, ao casamento gay e aos direitos LGBT+.

### Tradicionalismo sulista
De acordo com o historiador Paul V. Murphy, os paleoconservadores desenvolveram um foco no localismo e nos direitos dos estados. A partir de meados da década de 1980, a revista Chronicles promoveu uma visão de mundo tradicionalista do Sul focada na identidade nacional, na particularidade regional e no ceticismo em relação à teoria abstrata e ao poder centralizado. Segundo Hague, Beirich e Sebesta, o antimodernismo do movimento paleoconservador definiu o movimento neoconfederado das décadas de 1980 e 1990. Durante este período, paleoconservadores notáveis argumentaram que a dessegregação, o bem-estar, a tolerância aos direitos dos homossexuais e a separação Igreja-Estado tinham sido prejudiciais para as comunidades locais e que estas questões tinham sido impostas pela legislação federal e pelos grupos de reflexão. Os paleoconservadores também reivindicaram os agrários sulistas como antepassados neste aspecto.